# Gilberto Bosques

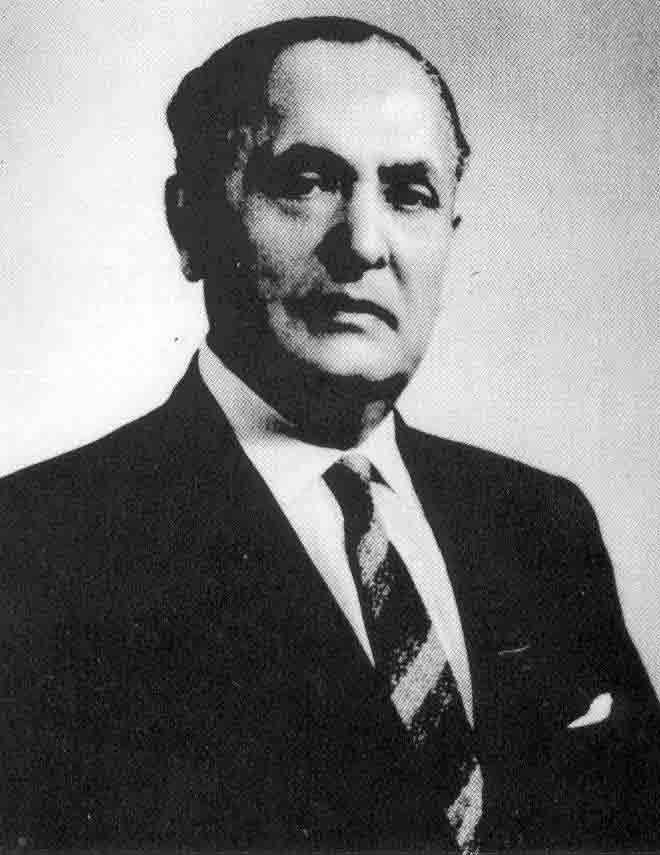
Gilberto Bosques

Gilberto Bosques (* 20. Juli 1892 in Chiautla (Puebla); † 4. Juli 1995 in Mexiko-Stadt) war ein mexikanischer Diplomat, der während des Zweiten Weltkrieges zahlreichen deutschen und österreichischen Flüchtlingen Hilfe und Asyl gewährte.

## Leben
Bosques war im Jahr 1939 mexikanischer Generalkonsul in Paris, ab 1940 in Marseille (Vichy-Frankreich). In dieser Funktion stellte er 40.000 Flüchtlingen – Juden, Antifaschisten, Anhängern der Spanischen Republik, Interbrigadisten – Visa für Mexiko aus und ermöglichte auf diese Weise unter anderem Anna Seghers, Marie Pappenheim, Egon Erwin Kisch, Hanns Eisler und Bruno Frei die Flucht nach Mexiko. Im englischsprachigen Raum wird Bosques daher oft als der „mexikanische Schindler“ bezeichnet. Obwohl er dazu nicht ermächtigt war, erteilte er auch Einreiseerlaubnisse an Personen, die in Internierungslagern des Vichy-Regimes interniert waren. In zwei französischen Schlössern, die als mexikanisches Staatsgebiet galten, wurden Verfolgte untergebracht, solange sie auf eine Überfahrt nach Mexiko warteten.
Im Mai 1942 trat Mexiko auf Seiten der Alliierten in den Zweiten Weltkrieg ein. Bosques und sämtliche Konsulatsangestellte wurden von der Gestapo gefangen genommen und in Bad Godesberg unter Hausarrest gestellt. Nach über einem Jahr wurden sie gegen deutsche Kriegsgefangene ausgetauscht. Als Bosques im März 1944 mit dem Zug in Mexiko-Stadt eintraf, bereiteten ihm tausende Menschen, die ihm ihr Leben verdankten, einen triumphalen Empfang.
Nach dem Krieg war Bosques Botschafter Mexikos in Portugal, Finnland, Schweden und in Kuba. In seine Dienstzeit in dem Karibikstaat fiel die Kubanische Revolution.

## Ehrungen
Anna Seghers hat in ihrem Roman Transit dem mexikanischen Generalkonsulat in Marseille ein literarisches Denkmal gesetzt.
In Wien-Donaustadt, in unmittelbarer Nähe des Wiener Sitzes der Vereinten Nationen, ist die Gilberto-Bosques-Promenade nach dem Retter vieler vom NS-Regime verfolgter Österreicher benannt. Die Anti-Defamation League hat ihn 2008 postum ausgezeichnet.
Auf Beschluss der Bezirksverordnetenversammlung Berlin-Friedrichshain-Kreuzberg vom 25. Februar 2016 erhält die Volkshochschule des Stadtbezirks den Namen „Gilberto Bosques“.